# Culex pipiens
El mosquito común o mosquito trompetero (Culex pipiens) es una especie de mosquito que se alimenta de plantas, de la familia Culicidae. Es el vector transmisor de varias enfermedades víricas, como la encefalitis japonesa o la fiebre del nilo occidental.

## Hábitat
Para sus fases iniciales requieren de agua; cualquier depósito es un buen nido (desde llantas con agua hasta lagos y ríos). Cuando crecen prefieren lugares con aguas poco profundas y calurosas.

## Reproducción
Su reproducción desde huevos hasta que nacen dura dos semanas; necesitan estar en presencia de agua para madurar, alimentándose de materia orgánica y plantas, después se convierten en pupas y en dos días nace el mosquito. Viven entre 2 y 3 semanas, sin contar su tiempo de gestación.

## Descripción

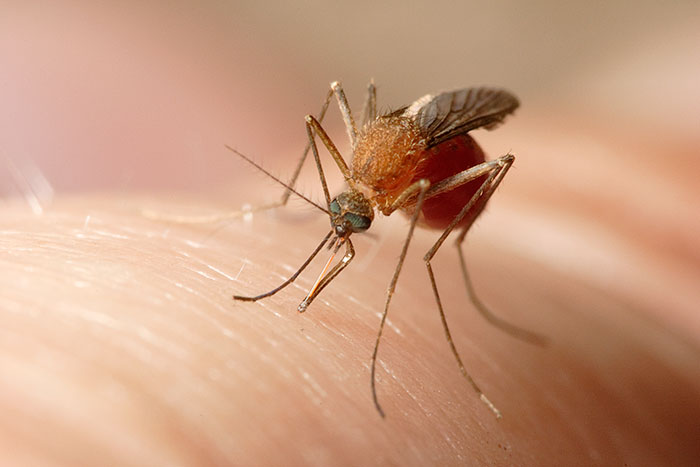

Su tamaño puede variar desde 3 a 7 milímetros.

## Alimentación
En su estado larvario se alimenta de material orgánico y plantas, mientras que en la fase de pupa no se alimentan, preparándose para la fase final de su ciclo. Cuándo alcanzan la madurez, las hembras buscan sangre que obtienen de animales (entre ellos los seres humanos) para lograr su reproducción y los machos se alimentan de polen, jugo de frutas y néctar.
Además de tener una vida sexual muy activa ponen cerca de 1000 huevos en su vida.

## Distribución
Puede ser encontrado en los siguientes países: Argentina, Bosnia y Herzegovina, Bulgaria, Canadá, Chipre, Chile, República Checa, Ecuador, Egipto, Francia, Alemania, Grecia, Hungría, Irán, Israel, Italia, Japón, Jordania, Corea del Sur, Letonia, Líbano, Lituania, Luxemburgo, Marruecos, Pakistán, Perú, Polonia, Portugal, Rumania, Rusia, Arabia Saudita, Eslovaquia, España, Suecia, Tayikistán, Túnez, Turquía, Reino Unido, Serbia, Estados Unidos, Uruguay, Paraguay y Montenegro.